# Аннусино
Аннусино (укр. Ганнусине) — село в Полонском районе Хмельницкой области Украины.
Население по переписи 2001 года составляло 371 человек. Почтовый индекс — 30509. Телефонный код — 3843. Занимает площадь 1,6 км².

## Местный совет
30509, Хмельницкая обл., Полонский р-н, г. Полонное, ул. Леси Украинки, 113